# Chendol
Chendol is een geslacht van straalvinnige vissen uit de familie van de stekelalen (Chaudhuriidae).

## Soorten
- Chendol keelini Kottelat & Lim, 1994
- Chendol lubricus Kottelat & Lim, 1994